# Helina inflatoides
Helina inflatoides är en tvåvingeart som beskrevs av Feng och Xue 2003. Helina inflatoides ingår i släktet Helina och familjen husflugor. Inga underarter finns listade i Catalogue of Life.